# ホイットニー・ポート
ホイットニー・イヴ・ポート（英語: Whitney Eve Port, 1985年3月4日 - ）は、アメリカ合衆国のリアリティーショータレント、ファッションモデル、ファッションデザイナーである。MTVのリアリティーショーである "The Hills" に出演したことでよく知られ、今は同じくMTVのリアリティーショーである "The City" の主演として有名である。

## 生い立ち
父ジェフリーと母ヴィッキー・リンの間の三女としてロサンゼルスで生まれ育った。兄が1人いる。父のジェフリーはSwarmというファッション会社を所有している。
ワーナー・アベニュー小学校に通い、その後はサンタモニカのクロスローズ・スクールで中高時代を過ごした。名門私立大学の南カリフォルニア大学でジェンダー学を専攻し、2007年に卒業した。大学在学中にMTVの"Laguna Beach"に出演し、ローレン・コンラッドの友人でもあるクリスティーナ・シュラーがルームメイトであった。大学時代はトミー・ジョーンズ3世と付き合っていた時期がある。

## ファッションキャリア
"Teen Vogue"で働く以前は"Women's Wear Daily"でインターンをしていた。また雑誌"W"においてもインターンを経験。2005年から2007年までの3年間はローレン・コンラッドと共にインターンをした。
その後は正社員として働き、後にダイアン・フォン・フュルステンベルクのニューヨークオフィスで働いた。

## 訪日歴
2010年9月に東京で開催された"Girls Award Japan 2010"に出席するために、妹のペイジや両親と共に同月23日に初訪日した。

## 参考
1. ↑  “Family Tree Legends”. 2009年11月19日閲覧。
2. ↑  “First Night in Tokyo”. 2012年2月17日閲覧。